# Pedro Scherer Sobrinho
Pedro Scherer Sobrinho (Palmeira, 13 de janeiro de 1890 - Curitiba, 29 de junho de 1960) foi um militar do Corpo de Bombeiros e da Polícia Militar, que teve ativa participação política no Estado do Paraná.

## Biografia
Pedro Scherer Sobrinho nasceu em 13 de janeiro de 1890, na cidade de Palmeira, Paraná. Ele era filho de Adalberto Aloys Scherer e Frederica Montepoliciano Scherer, e neto do engenheiro francês Pierre Aloys Scherer, um dos precursores da construção da ferrovia Paranaguá - Curitiba.
Órfão do pai, começou a trabalhar precocemente como escriturário na Confeitaria e Refinação de Assucar de Niclolau Dacheaux Nascimento, em Paranaguá.
Em 1910 foi contratado pela Estrada de Ferro do Paraná, onde exerceu a função de telegrafista e Adjunto de Agente de Estação; tendo prestado serviço por dois anos e quatro meses nos municípios de Palmeira e Antonina.
Em 15 de outubro de 1912 incorporou como Alferes no recém criado Corpo de Bombeiros do Paraná.
Na Revolta de 1924, por pertencer ao Corpo de Bombeiros, permaneceu na Capital compondo o efetivo de defesa do Estado.
Na Revolução de 1930 foi enviado a Santa Catarina para servir junto ao governo provisório, devido a resistência à revolução no Estado.
Na Revolução de 1932 participou dos combates como major; recebendo um ferimento a bala na coxa, nas proximidades da cidade de Apiaí, São Paulo.
Após a revolução Pedro Scherer Sobrinho teve ativa participação política no Estado, assumindo diversos cargos de relevância.

### Principais cargos exercidos

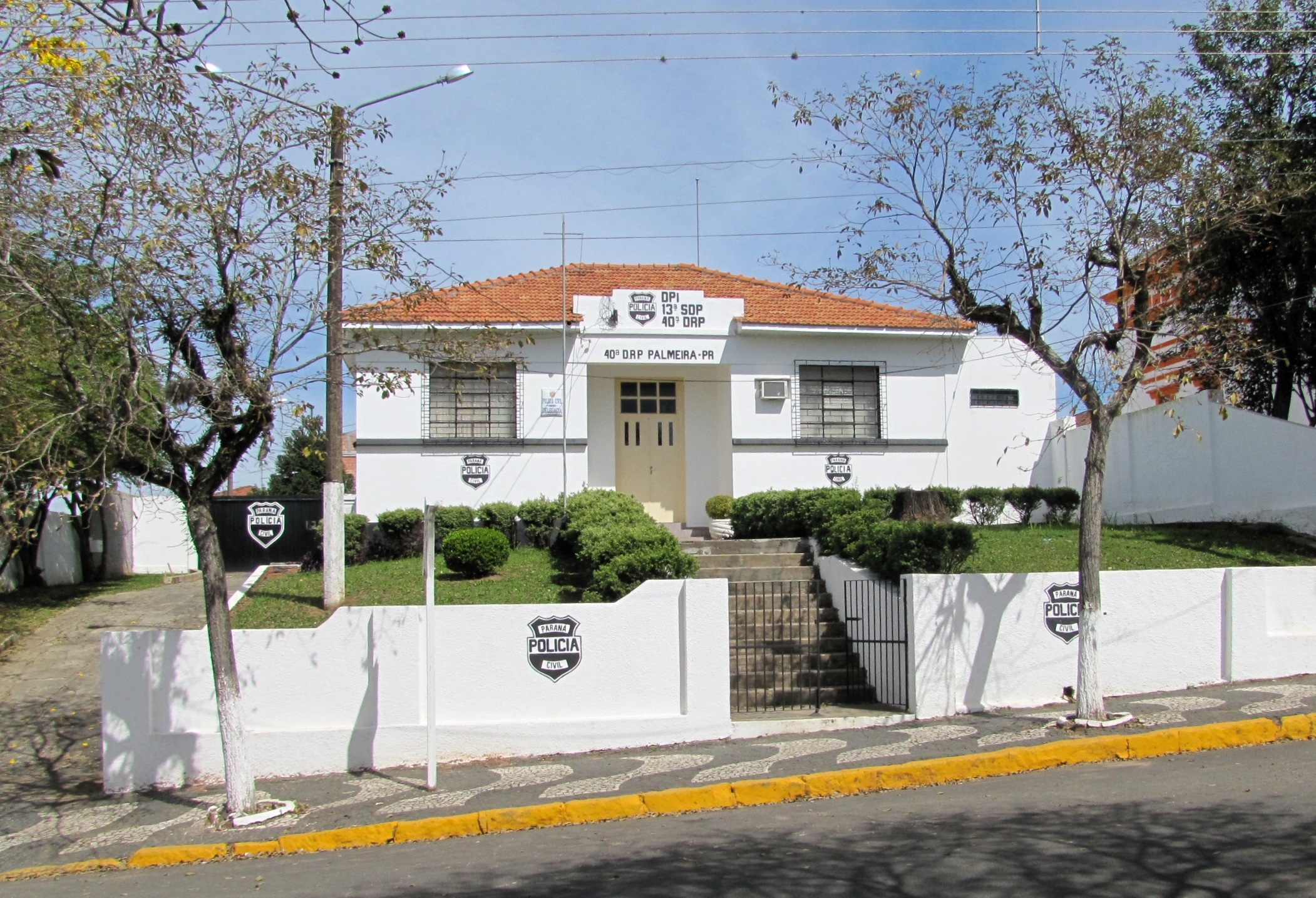
Delegacia policial da cidade de Palmeira, inaugurada em junho de 1950 pelo Secretário de Segurança, Pedro Scherer Sobrinho.

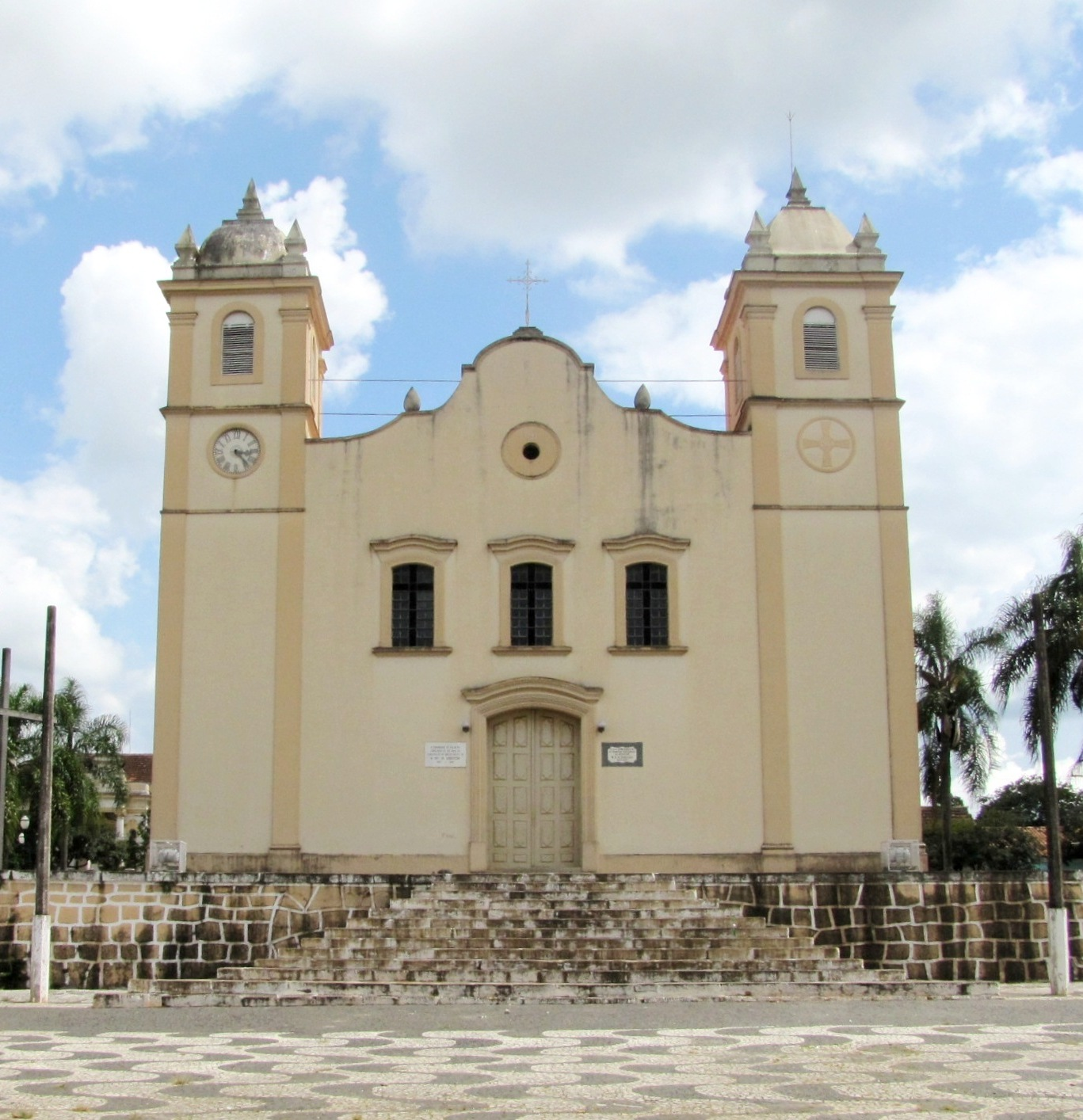
Em 1937, por ocasião do Centenário da Igreja Matriz de Nossa Senhora Imaculada Conceição, em Palmeira, Pedro Scherer Sobrinho providenciou um espetáculo de fogos de artifício, bem como a presença da Banda de Música da Polícia Militar.

- Comandante do Corpo de Bombeiros - 1925;
- Comandante do 1° Batalhão de Infantaria[2] - 29 de fevereiro de 1928;
- Assistente do Comando da Força Militar do Estado - 10 de setembro de 1929;
- Delegado de Polícia do Município de Antonina - 13 de abril de 1932;
- Prefeito do Município de Antonina - 14 de abril de 1932;
- Prefeito do Município de Ponta Grossa[3][4]  - 1933;
- Comandante-geral da Força Militar do Estado[5] (atual Polícia Militar do Paraná) - em 1930, 1931, 1934 a 1943, e 1946 a 1947.
- Chefe da Casa Militar - em 12 de março de 1947;
- Chefe de Polícia, cargo atualmente correspondente ao Secretáro de Segurança - 1949 a 1950;
- Chefe da Casa Civil[6] - em 31 de julho de 1950.

### Promoções
- Alferes - em 15 de outubro de 1912;
- Tenente - em 21 de novembro de 1913;
- Capitão - em 23 de dezembro de 1918;
- Major - em 07 de julho de 1925;
- Tenente-coronel - em 22 de agosto de 1930;
- Coronel - comissionado em 11 de agosto de 1932, e efetivado em 21 de fevereiro de 1945.

Pedro Scherer Sobrinho foi o primeiro oficial do Corpo de Bombeiros a atingir o posto de Coronel, e também de Comandante-geral da Polícia Militar do Paraná.

### Medalhas
- Medalha Policial Militar de Bronze - 02 de janeiro de 1925;
- Medalha de Mérito[8] - 10 de dezembro de 1926.
- Medalha Policial Militar de Ouro[9] - 03 de fevereiro de 1940;
- Medalha da Paz - 25 de novembro de 1949.[10]